# Caio Escribônio Curião
Caio Escribônio Cúrio ou Caio Escribônio Curião (em latim: Gaius Scribonius Curio; 90 a.C. — 49 a.C.) foi um orador e político romano, filho do cônsul Caio Escribônio Curião. Foi amigo de Pompeu, Júlio César, Marco Antônio e Cícero. Apesar dos defeitos da sua juventude (prodigalidade, escândalos), Cícero procurou ajudar, e escreveu-lhe várias cartas. Curião primeiro opôs-se a César mas, posteriormente, mudou-se para o bando deste, no que combateu e faleceu durante a guerra civil.

## Vida

### Juventude
Nasceu em 90 a.C., filho de Caio Escribônio Curião, que foi designado cônsul em 76 a.C. Cícero conhecia-o desde a infância e esforçou-se em canalizar o seu talento e reprimir a sua inclinação ao prazer e à riqueza.
Porém, Curião foi de caráter esbanjador desde a sua juventude, fazendo parte do grupo de jovens que escandalizavam a sociedade da República, entre quem se encontravam Públio Clódio Pulcro e Marco Antônio. Quando Clódio foi acusado por violar os mistérios da Bona Dea em 62 a.C., foi defendido pelo pai de Escribônio, o antigo cônsul, enquanto o jovem Escribônio Curião dirigia bandos dos baixos fundos que atemorizavam os inimigos de Clódio. Naquela época, Cícero descrevia o jovem como "a filha menor de Curião". A relação de Curião com este grupo de jovens dissolutos, em particular com Marco Antônio, deveu ser objeto de certo escândalo, pois era dito que Marco Antônio, vestido de mulher, interpretava o papel de esposa de Curião. Foi-lhes proibido ver-se, mas faziam-no às escondidas. Dezasseis anos depois, Cícero reprochou esta relação a Marco Antônio na sua segunda Filípica, num tom próximo do libelo. Tal relação, porém, cessou quando Marco Antônio começou a rondar a Fúlvia, mulher de Públio Clódio, quem por este motivo ameaçou Marco Antônio.
O fato de fazer parte da juventude escandalosa de Roma não impedia que Cícero continuara manifestando a sua amizade para Curião. Nem o fato de ser amigo de Públio Clódio, que progressivamente se ia revelando como inimigo de Cícero. Em 59 a.C., sendo cônsul Júlio César autorizou Clódio a entrar nas filas dos plebeus. Com isso Clódio podia apresentar-se ao tribunado. Cícero, assustado, fugiu de Roma. Foi precisamente Curião quem lhe confirmou, um dia que Cícero se acercou à Via Ápia, que, em efeito, Públio apresentar-se-ia a tribuno da plebe. Nesta época, Cícero, e com ele todos os conservadores optimates, tinham razões para ver em Curião um novo defensor das suas ideias, com um grande futuro e nele depositaram as suas esperanças. Em efeito, Curião dedicou-se esse ano a desafiar constantemente a César, o que lhe reportou a admiração dos senadores conservadores. Quando acudia ao Circo, o público o aplaudia pela sua valentia. Nestas circunstâncias, que Curião conservara a amizade de Clódio podia fazer conceber esperanças a Cícero de Clódio acabar unindo-se ao partido dos optimates, que era a tendência política que tradicionalmente seguiram a maioria dos Cláudios. Porém, tais esperanças não se realizaram e o tribuno da plebe Clódio dedicou-se a perseguir  Cícero, que teve de abandonar  Roma.
Em 56 a.C. começaram a aparecer signos de debilidade no triunvirato, com a luta entre Crasso e Pompeu pelo comando no Oriente na luta contra os partos. Isto fez com que os velhos inimigos do triunvirato, entre os que estava Curião, se preparassem para dar a batalha. Em 54 a.C. Curião desempenhou a pretura e, ao ano seguinte foi proquestor na província da Ásia. O desempenhou da sua questura foi digno de elogio. Estando ainda na Ásia, faleceu o seu pai, e começou a planear os jogos funerários que daria em honra da sua memória quando voltara para Roma.
O seu amigo Públio Clódio apresentou-se como candidato ao pretorado. Os optimates defendiam a candidatura de Milão ao consulado. Cícero recorreu entre outros a Curião, a quem  pediu usar a sua influência para impulsionar esta candidatura. Porém, não consta que Curião tivesse apoiado Milão ativamente. Ao final, nem um nem outro puderam atingir as magistraturas que pediam. O primeiro resultou morto na via Ápia, e o segundo, acusado desse assassinato, exilou-se em Massália.
À sua volta a Roma, Curião celebrou os jogos funerários em honra do seu pai. Para isso, vendo que não podia avantajar a espetaculosidade de outros jogos precedentes, ideou um engenho que se recordou em gerações posteriores. Fez construir dois teatros, um junto ao outro, de madeira e unidas as arquibancadas por um pivô. Antes do meio-dia, foi exibido um espetáculo de jogos em cada um de eles; os teatros estavam volvidos o um contra o outro de maneira a que o ruído de um não interferira no que estava ocorrendo no outro. Num momento posterior do mesmo dia, de repente, os dois teatros giraram e, unindo-se as esquinas, ficaram cara a cara; também se tiraram os quadro exteriores e assim se formou um anfiteatro, no que decorreram lutas de gladiadores. Além disso, Curião especializou-se em apresentar panteras, pois o público apreciava a apresentação de animais exóticos nos jogos. Tais alardes obedeciam a algo muito habitual na República Romana; esperava-se que tudo candidato a uma magistratura desse impressionantes jogos aos demais cidadãos, embora fosse incorrendo em grandes dívidas, das quais era esperado ressarcirem-se posteriormente com a renda que conseguissem na sua carreira política. Desta maneira impressionava-se o eleitorado em favor de um dos candidatos. Curião visava apresentar-se ao tribunado, e com uns jogos que todos recordariam, ao mesmo tempo que celebrava a memória do seu pai, ajudava-se na sua carreira política.

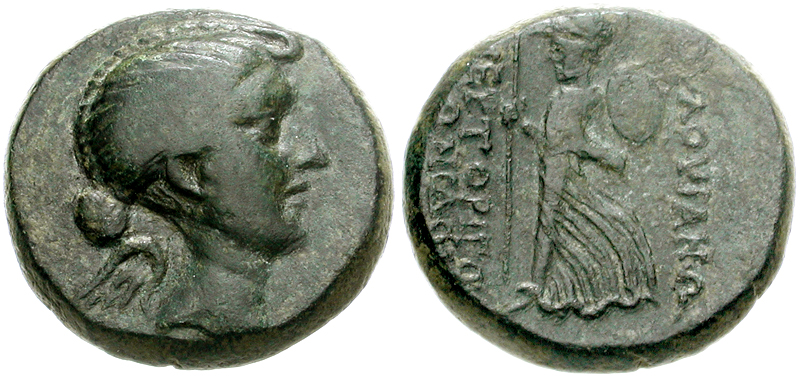
Moeda na que aparece representada Fúlvia, esposa primeiro de P. Clódio, depois de Curião e finalmente de Marco Antônio. Eumeneia (como Fúlvia). Por volta de 41-40 a.C. Æ 18mm (7.82 g, 12h). Zmertorix, o filho de Filonides, magistrado. Busto de Fúlvia (como Nike) / Ateneia em pé, sustendo um escudo e uma lança; [Z]MERTOR[IGOS/FILWNIDOU] em duas linhas. RPC I 3139; SNG Copenhague.

Entre finais de 52 a.C. e princípios de 51 a.C., Curião casou-se com Fúlvia, a viúva do seu amigo Clódio. Curião e Fúlvia tiveram um filho, Escribônio Curião, a quem Octávio executou depois da batalha de Ácio (31 a.C.). Por outro lado, Curião foi eleito pontífice em 51 a.C.

### Tribuno
Quando o triunvirato acabou, ficaram apenas dois bandos progressivamente enfrentados: por um lado Pompeu, por outro Júlio César. Curião manteve-se contra César, inicialmente no lado de Pompeu, ou seja, segundo então era considerado, apoiando a República. A questão chave na época era se se permitia  César apresentar-se ao consulado in absentia conservando o seu imperium, ou não. Caso lhe for permitido, não haveria lapso de tempo no que os seus inimigos o pudessem acusar ante um tribunal. No fim de setembro de 51 a.C., Pompeu deixou claro que, na sua opinião, César devia abandonar o seu comando a Primavera seguinte, meses antes de poder apresentar-se às eleições a cônsul. Assim, passaria um tempo entre que César deixasse o seu imperium e pudesse ter outro novo se resultar eleito. Durante esses meses como cidadão particular quaisquer dos seus inimigos poderia acusá-lo perante um tribunal e se resultava condenado, César veria acabada a sua carreira política, forçado ao exílio. Por isso tanto Pompeu quanto César precisavam dispor de tantos magistrados como fosse possível para defenderem os seus interesses. Entre eles estava Curião, que optava ao tribunado magistratura que tinha o poder de vetar quantas resoluções ditara o Senado.
O resultado das eleições parecia totalmente oposto aos interesses de César. Pompeu fez com que Caio Marcelo, parente do anterior cônsul, obtivesse o consulado. Também conseguiu que Caio Curião, que também era um velho inimigo de César, se tornasse tribuno. Era acreditado que este antigo anticesariano, um dos poucos que se atrevera a desafiar César durante o seu consulado, dirigiria o seu poder e influência contra César, e a princípio assim o fez. Mas depois mudou de atitude. Passou de "furibundo anticesariano" a ser "o mais conspícuo porta-voz das teses cesarianas em Roma".
A mudança fica documentada nas cartas entre Cícero, naquele tempo em Laodiceia e o seu protegido Marco Célio Rufo, que em maio lhe deu a notícia de que Curião se mudara de bando.
Tradicionalmente considerou-se que o fez porque César, que obtivera consideráveis riquezas durante a Guerra das Gálias, pagara as muitas dívidas do derrochador Curião.
Mas além dessa razão podia haver outras. Célio alude à irresponsabilidade do seu amigo. Porém, Curião devia pensar  pragmaticamente na sua própria carreira política. Naquele momento, a geração mais nova acreditava que César era uma aposta mais segura. Assim, poderia fazer por César o que o próprio César fizera por Pompeu, e aguardar uma recompensa similar. O próprio Célio escreveu a Cícero que, bem como na época  de paz, era importante apoiar a facção que leva razão, "na época  de guerra se tem de apoiar a mais forte". Apoiar César podia significar para estes jovens uma ascensão mais rápida ao poder.
Curião tinha a suficiente habilidade para que a mudança não fosse totalmente descarada, de maneira a que a aparência que deu era que estava tanto contra de Pompeu como contra de César, mas no seu coração, diz Veleio Patérculo "era um cesariano". A princípio continuou atacando  César, e pouco a pouco foi assumindo uma aparência de neutralidade; e para marcar a ruptura entre ele e o partido pompeiano, propôs algumas leis que sabia que não poderiam ser levadas a cabo, como por exemplo vastos planos para reparar e construir estradas. Ao recusarem os seus planos deram-lhe a desculpa perfeita para abandonar os seus amigos. Em março de 50 a.C., Curião impôs o seu veto quando foi debatida de novo a possível destituição de César. Assim, antes da Guerra Civil, Curião apareceu como um dos últimos políticos que pediu a Pompeu e a César que fizessem as pazes. No Senado, alguns acreditavam que Pompeu não devia ser privado do seu poder até o fazer César. E outros, entre eles Curião, diziam o contrário, que precisamente precisavam César contra o poder de Pompeu, pondo em evidência uma e outra vez que Pompeu não estava disposto a renunciar ao comando, nem a uma única das suas legiões, e que tinham de temê-lo  o mesmo que a César, e que tinha pretensões de tirano. Ou isso, ou que ambos dissolvessem os seus exércitos. Como o Senado não concordou, interpôs o veto e a questão ficou indecisa.
A sessão do Senado que definitivamente radicalizou as posturas que levaram à guerra civil foi celebrada a 1 de dezembro de 50 a.C. De novo o cônsul Cláudio Marcelo propôs as questões que levavam meses debatendo. Mas habilmente dividiu a questão e tomou os votos separadamente, assim: "Devem enviar-se os sucessores a César?" e de novo, "Deve Pompeu ser privado do comando?" A maioria votou em favor da primeira e contra da segunda. Mas então interveio Curião concebendo como terceira questão a sua anterior proposta: que ambos procônsules depusessem o seu poder. O argumento que oferecia Curião era que César e Pompeu receavam o um do outro, e que não haveria paz duradoura até os dois serem privados do comando e das legiões. Era uma postura plausível e com total aparência de neutralidade, pronunciada por quem parecia tão valente quanto para não temer a inimizade de Pompeu nem de César. O Senado votou, e a maioria concordou com a proposta de Curião, que anulava as duas anteriores, com 22 senadores contra e 370 a favor. Com isso ficava demonstrado que os radicais anticesarianos eram uma minoria no Senado. A maioria, o mesmo que o povo em geral, o que desejava era evitar a guerra civil.
O cônsul Cláudio Marcelo recusou acatar tal decisão dizendo que César já estava em marcha para Roma com dez legiões, passando os Alpes; e que as duas legiões estacionadas em Cápua deviam preparar-se de uma vez para marchar contra César. Curião, porém, negou a veracidade da notícia, e impediu que se obedecesse a ordem do cônsul. Marcelo então dissolveu a sessão e exclamou: "Desfrutai a vossa vitória e tende César como dono". Dado que a opção de Curião, que ambos depuseram o comando, era a que parecia mais justa e neutral, o seu proponente foi aclamado pelo gentio ao sair do Senado, e alguns até mesmo lhe arrojaram coroas, como se jogavam flores aos atletas, pois então em Roma acreditava-se que o mais perigoso era ter uma diferença com Pompeu.
Então Cláudio Marcelo, ao que restavam poucos dias no cargo, e Sérvio Sulpício Rufo, que fora cônsul em 51 a.C., saíram da cidade para ir à residência de Pompeu nas colinas Albanas. Pediram-lhe assumir o comando de todas as tropas na Itália, e salvar a república com as duas legiões estacionadas em Cápua e que recrutasse novas levas. Tratava-se de uma manobra totalmente ilegal, pois carecia da legitimação de um decreto do Senado, que proporcionou uma desculpa muito útil aos cesarianos.
Curião não podia interferir, pois desempenhando o cargo de tribuno não podia abandonar a cidade. Recorreu ao povo, ao que pediu que exigisse aos cônsules que não permitissem a Pompeu a leva de um exército. Mas não o escutaram. Depressa, temendo pela sua segurança e estando próximo a acabar o seu mandato, pelo qual poderiam processá-lo, fugiu de Roma. Marchou para Ravena, onde se encontrava César acampado com a Legião XIII.ª contou-lhe o ocorrido e instou-o a avançar para Roma com as suas legiões. César, porém, recusou, pois ainda se sentia inclinado por resolver a questão pacificamente. Ofereceu devolver todas as suas províncias e soldados, salvo duas legiões e a Ilíria com a Gália Cisalpina até ele ser eleito cônsul. Os cônsules recusaram.
Na capital Marco Antônio e Quinto Cássio Longino, decididos cesarianos, assumiram o posto de tribuno, a 10 de dezembro. Pronto Marco Antônio começou atacar Pompeu nas assembleias do povo. Então a cidade foi ocupada militarmente para previr alterações da ordem pública.

## A Guerra Civil

### Janeiro de 49 a.C.
Foi Marco Antônio quem apresentou a última proposta de César no Senado, apesar da oposição dos novos cônsules, a 1 de janeiro de 49 a.C. Era uma carta que Curião levou de Ravena até Roma, em uma viagem de três dias. Nela, César relatava as suas próprias gestas, explicava que deixaria o seu comando ao mesmo tempo em que Pompeu, mas que se Pompeu conservava o seu comando ele não abandonaria o seu, senão iria depressa e vingaria os erros do seu país e os seus próprios. A carta de César ao Senado foi considerada uma declaração de guerra.
Metelo Cipião, sogro de Pompeu, fez a seguinte proposta: se César não depunha as armas no dia prefixado, devia ser declarado inimigo público; submetida a votação, conseguiu a maioria dos votos, opondo-se somente Curião e Célio. Antônio, como tribuno, vetou a moção, insistindo em que ambos deixaram tudo comando. A esta opção apontaram-se todos. Mas então Cipião e o cônsul Cornélio Lêntulo opuseram-se e foi dissolvido o Senado.
A 7 de janeiro foi proclamado um senatus consultum ultimum, isto é, o estado de emergência destituindo César como procônsul da Gália ao mesmo tempo que Pompeu foi declarado o protetor de Roma. Pompeu transladou as suas tropas a Roma. Disse que já não podia garantir a segurança dos tribunos, botando-os na prática para fora da Cúria. Então Cássio e Marco Antônio, fugiram de Roma para se encontrar com César na Gália Cisalpina, e com eles foi Curião. A expulsão dos tribunos proporcionou a César a desculpa perfeita para fazer ver ao seu exército que em Roma produzira-se um golpe de estado. A 10 de janeiro César passou o Rubicão, rio que marcava a fronteira entre as duas províncias, o que é tomado como o começo formal da Guerra civil.

### Curião na Itália
Curião, que desde este momento agia às ordens diretas de Júlio César, encarregou-se em primeiro lugar de reunir as tropas estacionadas na Úmbria e na Etrúria. Com as três coortes que estavam em Rimini e Pisauro, Curião foi como legado a Igúvio, onde estava o pretor A. Minúcio Término, com cinco coortes. Término não apresentou batalha, mas saiu da cidade e fugiu. Assim Curião recuperou a cidade para César. Então César nomeou Curião como propretor, para controlar tanto Sicília quanto África. Curião mudou-se para Sicília para substituir no comando ao pompeiano Catão, o Jovem. Esmagou as forças pompeianas e obrigou a Catão a passar a África.

### África
César enviou então  Curião à África, para deter o rei Juba I de Numídia, partidário de Pompeu e o general pompeiano Públio Ácio Varo. Esta campanha de Curião na África narra-a César no Livro II dos seus Comentários à guerra civil, do capítulo XXIII até o XLII. Curião embarcou em princípios do agosto de 49 a.C., com duas legiões, doze barcos de guerra, e barcos de carga.
Chegado a Útica, pôs em fuga um corpo de cavalaria númida numa pequena escaramuça. Os soldados, com as armas ainda nas mãos, saudaram-no como Imperator. Teve um encontro bem-sucedido contra Ácio Varo na batalha de Útica.
Contudo, a deserção foi pouco a pouco minguando o seu exército. Correu o rumor de que Juba virara no rio Bagradas, porque o seu reino fora invadido pelos seus vizinhos, e que deixara detrás o seu general Saburra com escassas forças. Curião acreditou esta notícia e marchou, com a maior parte do exército, num cálido verão, por uma estrada arenosa carente de água. Quando chegou ao rio Bagradas viu que era tomado por Saburra e o próprio rei Juba. Curião teve de retirar-se aos altos, oprimido pela fadiga, a calor, e a sede. O inimigo cruzou o rio e Curião guiou o seu exército embaixo, para a planície. A cavalaria númida rodeou-o desde as montanhas próximas. Então Cneu Domício, prefeito da cavalaria, deteve-se junto a Curião e prometeu que não o ia abandonar, e que tentara salvar-se indo ao acampamento. Curião recusou a possibilidade de fugir, dizendo que não podia olhar para César à cara após ter perdido um exército que ele lhe confiara. Assim, ficou lutando com o seu exército até a morte. Disse-se que Curião e os seus homens pereceram tão juntos que os seus cadáveres "ficaram em pé como gavelas de trigo num campo". Os númidas cortaram a cabeça a Curião e levaram-na ao rei Juba.
As suas tropas dispersaram-se, foram assassinadas e tomadas prisioneiras, e só uns poucos puderam regressar a Sicília. Após esta batalha do rio Bagradas, a África ficou nas mãos dos exércitos pompeianos, até o próprio César passar à África.

## Legado
No seu tempo, foi visto como um homem audaz e muito derrochador, que esbanjou sem escrúpulos o seu patrimônio e o de outros, sendo todos eles insuficientes para satisfazer as suas demandas. Também se aludia a que carecia de modéstia, dando exemplo aos depravados da época. Veleio Patérculo considerou que Caio Escribônio Curião foi um dos principais instrumentos em acender a guerra civil entre Júlio César e Pompeu:
| “ | Curião era um homem de origem nobre, eloquente, despreocupado, pródigo tanto da sua fortuna e castidade quanto das de outras pessoas, um homem da maior inteligência na perversidade, que usou a sua hábil língua para a subversão do estado. Nenhuma riqueza nem prazer chegavam para satisfazer os seus apetites. História Romana, livro II, cap. 48.3, 4. | ” |

Mas do mesmo jeito era considerado que tinha notáveis talentos, particularmente como orador. Cícero apreciou essa qualidade, e nunca perdeu a esperança de voltar o talento de Curião em favor das suas ideias. As primeiras sete cartas do Segundo livro de Cícero Epistolae ad Familiares dirige-se a ele. 
Quintiliano, o retórico do século I d.C., punha como exemplo de certo estilo humorístico, em que uma réplica engenhosa segue de maneira natural e inevitável a outra broma anterior, uma entre Cícero e Curião, quem sempre começava os seus discursos pidindo perdão pela sua juventude, ao que Cícero respondeu que "Encontrarás o teu exórdio mais fácil cada dia". Suetônio contava que Pompeu retomou a prática de declamar até mesmo durante a guerra civil, para estar melhor preparado para argumentar contra Curião, "um jovem de grande talento, a quem era encomendada a defesa de César". Também Tácito o menciona no seu Diálogo sobre os oradores, quando gaba que os antigos também cultivavam a oratória, dizendo que 
| “ | De eles pode ser entendido bem não somente em valor e armas, mas em engenho e eloquência; que os Lêntulos, os Metelos, os Lúculos, os Curiões e demais próceres colocaram muito trabalho e cuidado nestes estudos, e que nenhum naqueles tempos chegou a grande valimento sem a eloquência. Diálogo dos oradores, 37. | ” |